# 造修補給所
造修補給所（ぞうしゅうほきゅうしょ Repair Supply Facility）とは、海上自衛隊における後方支援組織の一つ。各地方隊隷下に置かれ、艦船等の修理・整備（造修）及び各部隊への補給を主な任務とする。
当初は、造修を主任務とする造修所と補給を主任務とする補給所として別々の部隊であったが、部隊再編により統合され、1998年（平成10年）12月8日に造修補給所として発足した。
造修補給所長は1等海佐をもって充てられ、所長は、地方総監の指揮監督を受け、造修補給所の所務を統括する 。

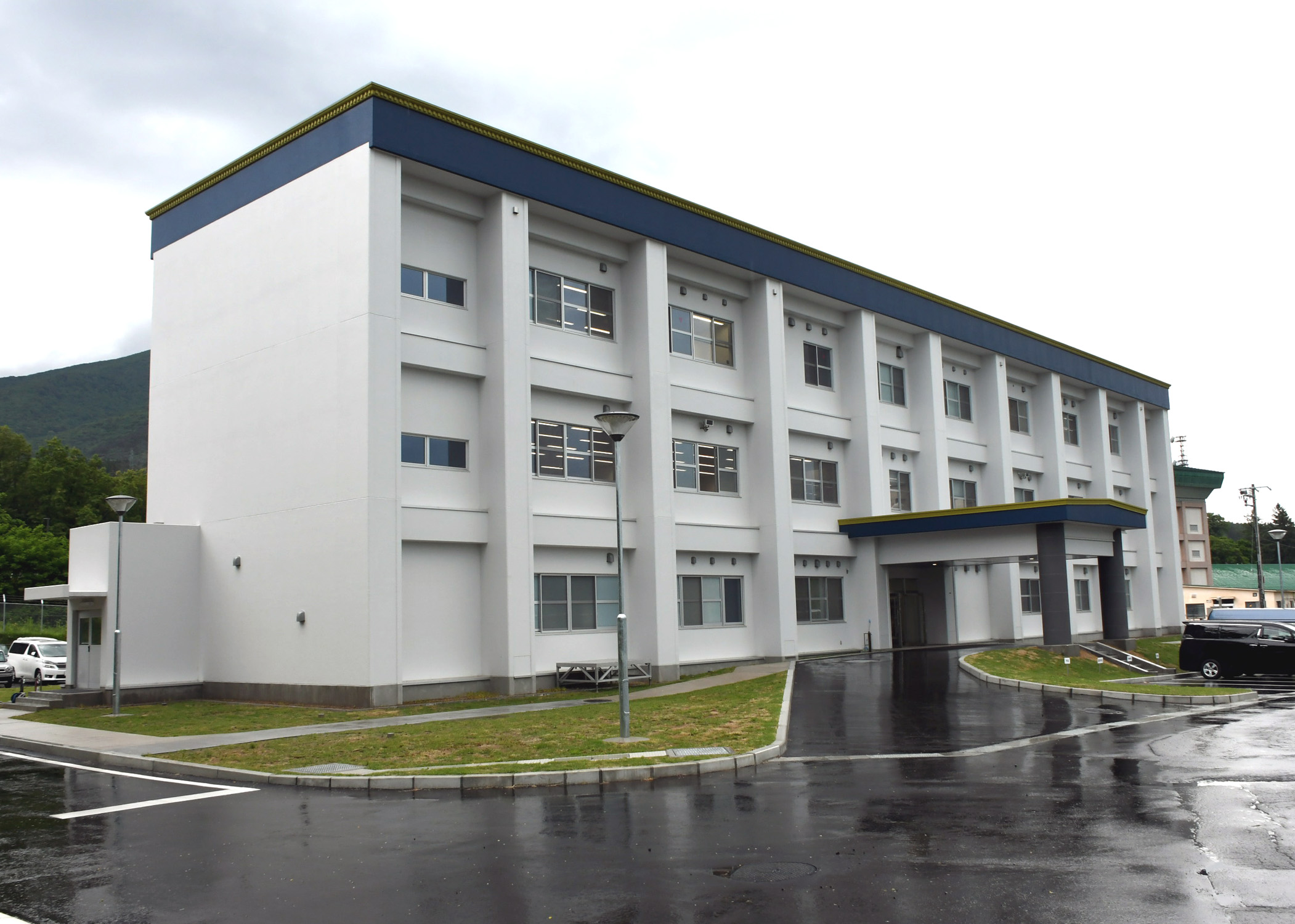
大湊造修補給所の新庁舎

## 任務
1. 艦船、武器、需品等の保管、補給及び整備
2. 艦船、武器等の維持、修理、研究、改善
3. 艦船、武器等の改造、試験、検査

## 沿革
- 1961年（昭和36年）2月1日：各地方隊隷下に「補給所」及び「工作所」が新編。
- 1970年（昭和45年）3月2日：各地方隊隷下に「造修所」が新編、工作所が廃止。
- 1998年（平成10年）12月8日：各地方隊隷下の造修所と補給所を廃止、統合し「造修補給所」として再編。

## 編成
- 総務科[1]
- 計画調整部[1]
- 艦船部[1]
- 武器部[1]
- 工作部[1]
- 資材部[1]

※上記のほか、横須賀造修補給所には消磁所及びドック長、呉造修補給所には貯油所、佐世保造修補給所には佐世保磁気測定所及びドック長、大湊造修補給所にはドック長が置かれている。